# Kiss Ferenc (színművész)
Kiss Ferenc, Kis Ferenc Sándor (Székesfehérvár, 1893. április 15. – Budapest, 1978. augusztus 13.) magyar színész, érdemes művész.

## Pályafutása
Kis Mihály református fodrász és a római katolikus Zelena Erzsébet fiaként született. 1912-ben tett érettségi vizsgát Székesfehérvárott. Harcolt az első világháborúban. A Színművészeti Akadémián kezdte tanulmányait, majd 1917-ben Debrecenben lépett színpadra. 
1919 őszétől a budapesti Nemzeti Színház tagja volt. 1937-től 1944-ig a Színművészeti Akadémia igazgatója volt, 1938-tól 1944-ig a Színművészeti és Filmművészeti Kamara elnöke. Szálasi Ferenc megbízásából 1944. október 15-től a Nemzeti Színház igazgatója. Ezen állásokban kifejtett politikai tevékenységéért a népbíróság elítélte, 1945. november 27-től 1953. szeptember 23-ig fegyházban volt. 
Ezután egy ideig segédmunkásként, majd földmérőként dolgozott, de 1956 augusztusában visszatérhetett a színészi pályára. 1963-ban megkapta a Magyar Népköztársaság Érdemes Művésze díjat. 
1964-ben nyugdíjba ment, de továbbra is vállalt még szerepeket. 1971-ben Mindenért fizetni kell címen írta meg memoárjait (kiadatlan).

### Magánélete
Háromszor nősült meg: 1919. augusztus 9-én kötötte első házasságát Duschnitz Piroska zsidó származású iparművésszel, akitől 1930-ban elvált. Második felesége Kovács Katalin volt, akit 1932. december 24-én vett feleségül. Leányai: Zsuzsanna, aki házasságon kívül született Fülöp Kató színésznőtől, valamint Éva, a harmadik házasságából.
1978. augusztus 13-án hunyt el, augusztus 19-én temették a Farkasréti temetőben, a református egyház szertartása szerint.

## Fontosabb színházi szerepei
- Danton (Büchner: Danton halála)
- Henschel fuvaros (Hauptmann)
- Petruchio (Shakespeare: A makrancos hölgy)
- Macbeth (Shakespeare)
- Othello (Shakespeare)
- III. Richárd (Shakespeare)
- Ádám, Lucifer (Madách Imre: Az ember tragédiája)
- Bánk (Katona József: Bánk bán)
- Cyrano (Rostand: Cyrano de Bergerac)
- Wallenstein (Schiller)
- Balga (Vörösmarty Mihály: Csongor és Tünde)
- Ezra Mannon (O’Neill: Amerikai Elektra)
- Willy Loman (Miller: Az ügynök halála)

## Filmjei
- Rákóczi induló (1933)
- Café Moszkva (1936)
- Légy jó mindhalálig (1936)
- Ember a híd alatt (1936)
- Sárga csikó (1936)
- Én voltam (1936)
- Szenzáció (1936)
- Az aranyember (1936)
- Zivatar Kemenespusztán (1936)
- Pogányok (1937)
- Pergőtűzben! (1937)
- Pusztai szél (1937)
- Elcserélt ember (1938)
- Piros bugyelláris (1938)
- János vitéz (1939)
- Magyar feltámadás (1939)
- Toprini nász (1939)
- 5 óra 40 (1939)
- Hat hét boldogság (1939)
- Földindulás (1940)
- Sarajevo (1940)
- Elnémult harangok (1940)
- A beszélő köntös (1941)
- Európa nem válaszol (1941)
- Lángok (1941)
- Kísértés (1942)
- Kísértés (1942, olasz film)
- Szabotázs (1942)
- II. magyar kívánsághangverseny (1944)

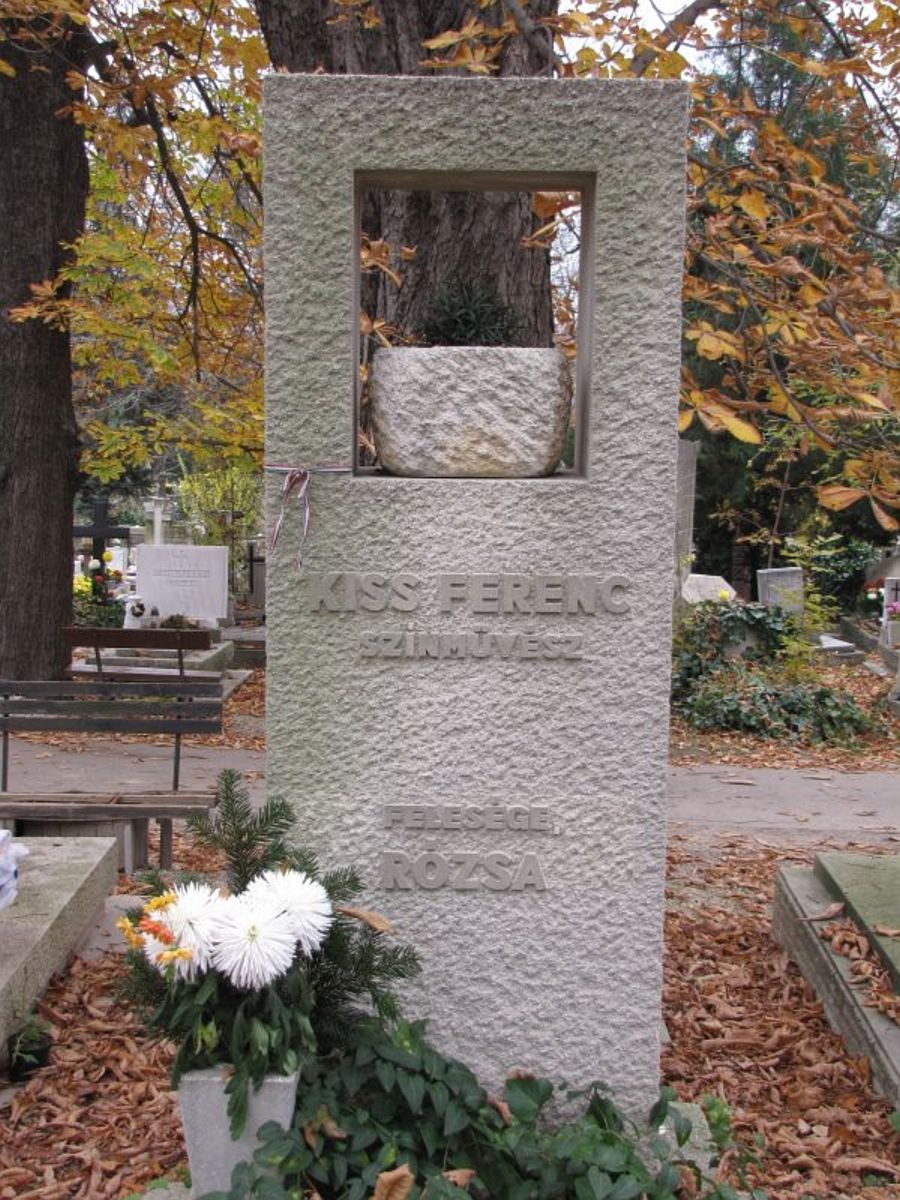
Sírja a Farkasréti temetőben (25/I-1-67)

- Égi madár (1958)
- Bogáncs (1959)
- Játék a szerelemmel (1959)
- Pár lépés a határ (1959)
- Légy jó mindhalálig (1960)
- Csutak és a szürke ló (1961)
- Jó utat, autóbusz (1961)
- Áprilisi riadó (1962)
- Fagyosszentek (1962)
- Egyiptomi történet (1963)
- Új Gilgames (1964)
- Húsz óra (1965)
- Pacsirta (1965)
- Iszony (1965)
- A kőszívű ember fiai (1965)
- Szentjános fejevétele (1966)
- Oly korban éltünk (1966–67)
- Édes és keserű (1967)
- Kincskereső kisködmön (1967)
- A kazamaták titka (1971)
- Régi idők focija (1973)
- A vihar (1976)
- A zöldköves gyűrű (1977)

## Díjai, elismerései
- Corvin-koszorú (1935)
- Érdemes művész (1963)